# Kōji Totani
Kōji Totani (戸谷 公次, Totani Kōji; 12 de julho de 1948 - 6 de fevereiro de 2006) foi um seiyuu veterano, nascido em Nagoya, Aichi, Japão. Totani trabalhou na Aoni Production. Seu apelido era "Totani-chan". Em 6 de fevereiro de 2006, aos 57 anos, ele morreu de uma falha aguda no coração. Seu último trabalho foi no especial de uma hora do ano novo de 2006 de Naruto.

## Personagens
- Air (Minagi's father)
- Mobile Suit Gundam (Uragan, Cozun Graham)
- Mobile Suit Zeta Gundam (Kacricon Cacooler, Gady Kinzei)
- Mobile Suit Gundam ZZ (Gottn Goh, August Gidan)
- Galaxy Express 999 (Locomotive, others)
- Kikou Kantai Dairugger XV (Teresu)
- Kinnikuman (Detective Gobugari, Announcer, Big Magnum, others)
- Cyborg 009 1979 (Pyunma/008)
- Sakigake!! Otokojuku (Umanosuke Gonda, Henshouki)
- Samurai Champloo (Shige)
- Juushin Liger (Doll Neibee)
- Heavy Metal L-Gaim (Hasha Moja, Bara)
- Aura Battler Dunbine (Tokamak Rovsky, Dolple Giron)
- Saint Seiya (Shura de Capricórnio, Moses de Baleia)
- Armored Trooper Votoms (Butchintein)
- Taiyou no Yuusha Fighbird (Guard Wing)
- The Transformers (Motormaster/Menasor)
- The Transformers 2010 (Sky Lynx, Strafe, Motormaster/Menasor)
- Transformers: Victory (Blacker/Road Caesar)
- Transformers: The Headmasters (Skullcruncher, Doublecross)
- Transformers: Super-God Masterforce (Blood)
- High School! Kimengumi (Yui's Father and Tulip)
- Dr. Slump and Arale-chan (Kurikinton Soramame, Police Chief, others)
- Tatakae!! Ramenman (Jango)
- Dragon Ball (Draculaman)
- Dragon Ball Z (Kiwi)
- Dragon Ball GT (Don Kiar)
- Naruto Houki
- Fullmetal Alchemist (Tim Marcoh)
- Fist of the North Star (Club, Fox, Baron, Jagi, Shikaba, Young Ryuuken, Ren, Han, Zebra)
- Mashin Eiyuuden Wataru (Don Goro Shougun)
- Madou King Grand Zort (Battoban)
- Marmalade Boy (Yoshimitsu Miwa)
- Naruto (Hoki)
- Gyandura Densetsu Tetsuya (Zenichi Innami)